# Michael Hopfes
Michael Hopfes (* 11. Februar 1976 in Wolfratshausen) ist ein früherer deutscher Eiskunstläufer.

## Biografie
Michael Hopfes begann im Alter von neun Jahren mit dem Eiskunstlaufen. Der Geretsrieder startete für den Münchener EV, seine Trainerin war Karin Gaiser. Im August 1998 wechselte er nach Kanada an die Mariposa School of Skating in Barrie (Ontario), wo er bei Douglas Leigh (Trainer von Takeshi Honda) und Robert Tebby trainierte. Dennoch gelang ihm nie der internationale Durchbruch, vor allem bedingt durch die Konkurrenz des 1994 nach Deutschland gewechselten Andrejs Vlascenko.  Er war Sportsoldat der Bundeswehr. Nach dem Ende seiner Amateurkarriere im Jahr 2000 arbeitete er als Trainer in Ottobrunn, danach in Germering, Bad Aibling, Augsburg und am Leistungszentrum in München. 2006 wanderte Hopfes nach Mexiko aus, wo er in Naucalpan eine private Eislaufschule betrieben hat. Daneben ist er als Technischer Spezialist (Preisrichter) bei Wettkämpfen tätig. Aktuell ist er als Trainer in der Mariposa School of Skating in Barrie. Mit seinem Schüler, Julian Zhi Jie Yee aus Malaysia, nahm er an den Olympischen Winterspielen 2018 in Pyeongchang teil.

## Erfolge/Ergebnis
| Wettbewerb/Wintersaison   | 1988/89 | 1989/90 | 1990/91 | 1991/92 | 1992/93 | 1993/94 | 1994/95 | 1995/96 | 1996/97 | 1997/98 | 1998/99 | 1999/00 |
| ------------------------- | ------- | ------- | ------- | ------- | ------- | ------- | ------- | ------- | ------- | ------- | ------- | ------- |
| Weltmeisterschaft         | –       | –       | –       | –       | –       | –       | –       | –       | 21      | –       | –       | –       |
| Juniorenweltmeisterschaft | –       | –       | –       | 12      | 14      | –       | –       | –       | –       | –       | –       | –       |
| Deutsche Meisterschaft    | 1 J     | 1 J     | –       | –       | 5       | –       | 5       | 3       | 2       | 3       | 3       | 2       |
| GP Skate America (USA)    | –       | –       | –       | –       | –       | –       | –       | –       | –       | –       | 7       | 9       |
| GP Skate Canada (CAN)     | –       | –       | –       | –       | –       | –       | –       | –       | –       | –       | 9       | –       |
| GP Sparkassen Cup (D)     | –       | –       | –       | –       | –       | –       | –       | –       | –       | 10      | –       | 11      |
| Nebelhorn Trophy          | –       | –       | –       | –       | –       | –       | –       | 10      | 5       | 7       | –       | –       |

Legende: J = Junioren; GP = Grand Prix